# Liste der Naturdenkmale in Villingen-Schwenningen
| Naturdenkmale | Anzahl |
| ------------- | ------ |
| FND           | 3      |
| END           | 7      |
| Gesamt        | 10     |

Die Liste der Naturdenkmale in Villingen-Schwenningen nennt die verordneten Naturdenkmale (ND) der im baden-württembergischen Schwarzwald-Baar-Kreis liegenden Stadt Villingen-Schwenningen. In Villingen-Schwenningen gibt es insgesamt zehn als Naturdenkmal geschützte Objekte, davon drei flächenhafte Naturdenkmale (FND) und sieben Einzelgebilde-Naturdenkmale (END).
Stand: 1. November 2016.

## Flächenhafte Naturdenkmale (FND)
| Name                     | Bild | Kennung     | Einzelheiten           | Position | Fläche Hektar | Datum        |
| ------------------------ | ---- | ----------- | ---------------------- | -------- | ------------- | ------------ |
| „Kugelmoos“              | BW   | 83260740017 | Villingen-Schwenningen | ⊙        | 3,4           | 4. Sep. 1989 |
| Salinenmoos              | BW   | 83260740018 | Villingen-Schwenningen | ⊙        | 3,1           | 4. Sep. 1989 |
| Tongrube Dickenhardt     | BW   | 83260740019 | Villingen-Schwenningen | ⊙        | 3,6           | 4. Sep. 1989 |
| Legende für Naturdenkmal |      |             |                        |          |               |              |

## Einzelgebilde (END)
| Name                                                        | Bild | Kennung     | Einzelheiten                                                    | Position | Fläche Hektar | Datum         |
| ----------------------------------------------------------- | ---- | ----------- | --------------------------------------------------------------- | -------- | ------------- | ------------- |
| Mehrere alte Weideichen und -fichten, „Neuhäuslewaldeichen“ | BW   | 83260740001 | Villingen-Schwenningen                                          | ⊙        | 0,0           | 10. Dez. 1950 |
| 1 Buche „Neuhäuslebuche“                                    | BW   | 83260740003 | Villingen-Schwenningen                                          | ⊙        | 0,0           | 10. Dez. 1950 |
| 1 Eiche, Laiblewegeiche                                     | BW   | 83260740011 | Villingen-Schwenningen                                          | ⊙        | 0,0           | 10. Dez. 1950 |
| 1 Eiche, Magdaleneneiche                                    |      | 83260740012 | Villingen-Schwenningen, Villingen am Fürstengrab Magdalenenberg | ⊙        | 0,0           | 10. Dez. 1950 |
| 1 Eiche, Mathisen-Eiche                                     | BW   | 83260740007 | Villingen-Schwenningen                                          | ⊙        | 0,0           | 10. Dez. 1950 |
| 1 Eiche,1 Linde, Eisenmanneiche und -linde                  | BW   | 83260740008 | Villingen-Schwenningen                                          | ⊙        | 0,0           | 10. Dez. 1950 |
| 1 Tannheimer Eiche                                          | BW   | 83260740014 | Villingen-Schwenningen, Tannheim                                | ⊙        | 0,0           | 11. Dez. 1959 |
| Legende für Naturdenkmal                                    |      |             |                                                                 |          |               |               |